# Henri de Baillet-Latour

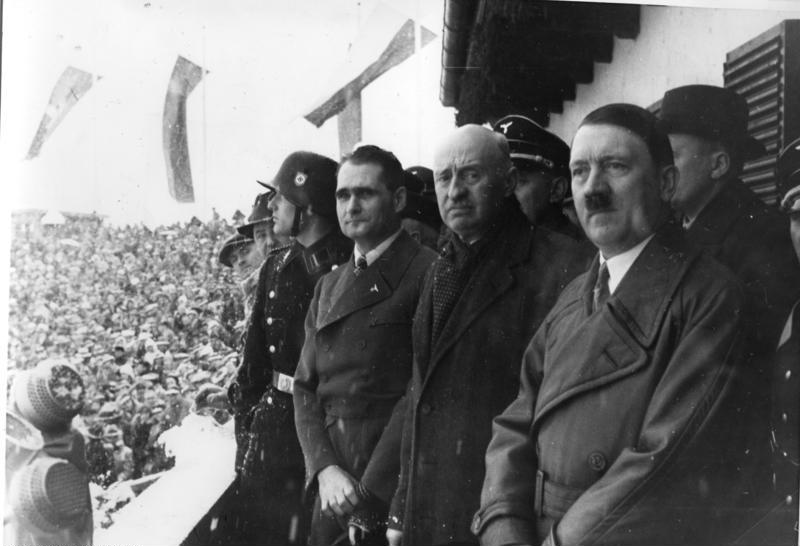
Rudolf Heß, Henri de Baillet-Latour, Adolf Hitler, under Olympiska vinterspelen 1936 i Garmisch-Partenkirchen.

Henri de Baillet-Latour, född 1 mars 1876, död 6 januari 1942, var en belgisk idrottsledare. Han var ledamot av Internationella Olympiska Kommittén (IOK) från 1903, och dess ordförande 1925–1942.

### Fotnoter
1. ↑  Encyclopædia Universalis, Encyclopædia Britannica, Inc., 1968, Encyclopædia Universalis-ID: henri-de-baillet-latourencyclopaedia-universalis.[källa från Wikidata]
2. ↑  läs online, www.olympic.org .[källa från Wikidata]
3. 1 2  SNAC, SNAC Ark-ID: w6vg24nb, läs online, läst: 9 oktober 2017.[källa från Wikidata]
4. ↑  Dictionnaire des Wallons, Franska gemenskapen i Belgien och Institut Jules-Destrée, Dictionnaire des Wallons-ID: baillet-latour-henri, läst: 9 oktober 2017.[källa från Wikidata]
5. ↑  Brockhaus Enzyklopädie, Brockhaus Enzyklopädie-ID: baillet-latour-henri, läst: 9 oktober 2017.[källa från Wikidata]
6. ↑  The Peerage person-ID: p6250.htm#i62496, läst: 7 augusti 2020.[källa från Wikidata]
7. ↑  Darryl Roger Lundy, The Peerage.[källa från Wikidata]
8. ↑  Leo van de Pas, Genealogics, 2003, läs online och läs online.[källa från Wikidata]
9. ↑  Sune Sylvén (3 maj 2010). ”Rörelse präglad av sina höjdare” (på svenska). Svenska Dagbladet. https://www.svd.se/rorelse-praglad-av-sina-hojdare. Läst 22 juli 2019.